# Путринці
Пу́тринці — село в Україні, у Ізяславській міській громаді Шепетівського району Хмельницької області. Населення становить 425 осіб.

## Геологія
Село Путринці розташоване на північному відрізку зчленування Українського щита і Волино-Подільського перикратону. Тут оголюються сапоніти, кластити, шлаки експлозивного походження, мінерали-супутники алмаза вендського, крейдяного, палеогенного, неогенного періодів.

## Археологія
1952 року в урочищі Перегониха між Путринцями і Радошівкою виявлено залишки посуду черняхівської і інших культур.

## Етимологія назви
Топонім походить від назви страви із звареного ячменю і солодкого квасу — путрі.

## Історія
На початку XVI століття селом володів заславський боярин Яцко Путринський. 1581 Путринці входили до складу Заславської волості князів Заславських.
1870 року збудовано дерев'яну цвинтарну церкву. Наприкінці XIX століття було там 85 дворів і близько 500 жителів. Село належало до Заславської волості Заславського повіту.
Протягом 1907–1917 років у складі Заславської ординації князя Романа Даміана Санґушка.
7 (20) листопада 1917 року, відповідно до Третього Універсалу Української Центральної Ради, увійшло до складу Української Народної Республіки.
Після приходу більшовиків селян загнано до колгоспу «Червоний орач».
У лютому 1944 року під час німецько-радянської війни в околицях Путринців за версією поданою в совєтській літературі точилися бої між 226-ю стрілецькою дивізією і 2-ю танковою дивізією СС «Дас Райх» та 605-м піхотним полком 291-ї піхотної дивізії. Згідно з сучасними дослідженнями у цьому районі з боку Вермахту були задіяні 509-й важкий танковий батальйон і 291-ша піхотна дивізія
Пам'ятник на братській могилі радянських вояків 1944 року встановлений 1965 року.
12 червня 2020 року, відповідно до розпорядження Кабінету Міністрів України № 727-р «Про визначення адміністративних центрів та затвердження територій територіальних громад Хмельницької області», увійшло до складу Ізяславської міської територіальної громади.
19 липня 2020 року, в результаті адміністративно-територіальної реформи та ліквідації Ізяславського району, село увійшло до складу новоутвореного Шепетівського району.

## Населення

### Мова
Розподіл населення за рідною мовою за даними перепису 2001 року:
| Мова            | Кількість | Відсоток |
| --------------- | --------- | -------- |
| українська      | 423       | 99.52%   |
| російська       | 1         | 0.24%    |
| інші/не вказали | 1         | 0.24%    |
| Усього          | 425       | 100%     |

## Символіка
Затверджена 9 листопада 2020р. рішенням сесії сільської ради. Автори - В.М.Напиткін, К.М.Богатов, В.В.Годованець.

### Герб
На зеленому щиті із золотою сосновпагоноподібною главою і срібною хвилястою базою, тонко відділеною сріблом, золота шестипроменева зірка, під нею півмісяць ріжками вгору, над ними – срібне півкільце із загостреним виступом (т.зв. "острога"); по сторонам – два золотих колоски в стовп. Щит вписаний в золотий декоративний картуш і увінчаний золотою сільською короною. Унизу картуша напис "ПУТРИНЦІ".
Сосновопагоноподібна глава і хвиляста база – знак розташування села серед лісів біля Горині. Зірка, півмісяць і острога – родовий герб князів Заславських, засновників села, колоски – символ хліборобства. Корона означає статус населеного пункту.

### Прапор
Квадратне полотнище поділене горизонтально сосновопагоноподібно і хвилясто на жовту, зелену, білу і синю смуги, у співвідношенні 7:27:1:5. На середній смузі - жовта шестипроменева зірка, під нею півмісяць ріжками вгору, над ними – біле півкільце із загостреним виступом (т.зв. "острога"); по сторонам – два жовтих вертикальних колоски[джерело?].

## Інфраструктура
У селі є ФАП і церква Святої Покрови УПЦ МП.